# Кампина-Гранди (агломерация)

Агломерация на карте штата.

Кампи́на-Гра́нди (порт. Região Metropolitana de Campina Grande)  —  крупная городская агломерация в Бразилии. Центр — город Кампина-Гранди. Входит в штат Параиба. 
Население составляет 630 777 человек на 2014 год. Занимает площадь 4739,72 км². Плотность населения — 133,1 чел./км² в 2014 году.
Включает 19 муниципалитетов, в том числе город Кампина-Гранди, Кеймадас, Лагоа-Сека и другие.